# Discorso di Malala Yousafzai alle Nazioni Unite

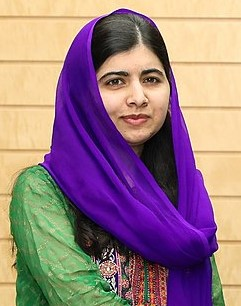
L’attivista pakistana per l’educazione femminile Malala Yousafzai

Il 12 luglio 2013, il giorno del suo 16o compleanno, l'attivista pakistana Malala Yousafzai, già celebre per il blog in cui documentava le violenze dei talebani pakistani contrari ai diritti delle donne e al diritto all'istruzione per le bambine, tenne un discorso alle Nazioni Unite, lanciando un appello pubblico per l'istruzione delle bambine e dei bambini di tutto il mondo.
I dettagli relativi al discorso sono stati inclusi anche nell'autobiografia Io sono Malala, pubblicata in Italia da Garzanti l'8 ottobre seguente.

## Presupposti
Malala Yousafzai, è nata il 12 luglio 1997 a Mingora, nel Pakistan settentrionale, figlia dell'insegnante e attivista Ziauddin e di Toor Pekai. Già all'età di 13 anni è diventata celebre per il blog, da lei scritto per la BBC, nel quale documentava le violenze dei talebani pakistani, contrari ai diritti delle donne e il diritto all'istruzione per le bambine. Nel 2001 è stata candidata all'International Children's Peace Prize.
Il 9 ottobre 2012, insieme alle sue compagne di scuola Zolanda e Ambrin è gravemente ferita alla testa da alcuni talebani armati saliti a bordo dello scuolabus con cui lei tornava a casa. Ricoverata nell'ospedale militare di Peshawar, sopravvive all'attentato dopo la rimozione chirurgica dei proiettili. Il portavoce dei talebani rivendicò la responsabilità dell'attentato, sostenendo che la ragazza «è il simbolo degli infedeli e dell'oscenità»; il leader terrorista ha poi minacciato che, qualora sopravvissuta, sarebbe stata nuovamente oggetto di attentati. La ragazza è stata in seguito trasferita al Queen Elizabeth Hospital di Birmingham che si era offerto di curarla.
Nove mesi dopo, 12 luglio 2013, in occasione del suo sedicesimo compleanno, al Palazzo di Vetro delle Nazioni Unite, Yousafzai prende la parola indossando lo scialle appartenuto a Benazir Bhutto e lancia un appello per l'istruzione delle bambine e dei bambini di tutto il mondo.

## Contenuti
Dopo aver ringraziato per la solidarietà ricevuta da tutto il mondo, Malala Yousafzai cita in particolare il personale sanitario che, con il suo intervento, le ha consentito di sopravvivere. Prosegue poi esprimendo il suo appoggio alle iniziative delle Nazioni Unite per proteggere il diritto delle donne e dei bambini all’istruzione.
Ci sono centinaia di attivisti per i diritti umani e operatori sociali che non solo parlano per i loro diritti, ma che lottano per raggiungere un obiettivo di pace, educazione e uguaglianza. Migliaia di persone sono state uccise dai terroristi e milioni sono state ferite. Io sono solo una di loro.»
Malala ricorda poi l'attentato da lei subito affermando di non volere vendetta, poiché aderisce ai principi della non violenza appresa da quelli che considera i più grandi predicatori e profeti della storia (Maometto, Gesù, Buddha, Gandhi, Martin Luther King e Madre Teresa di Calcutta).
L’oratrice, considerando che "La penna è più potente della spada" esprime poi un'aperta denuncia contro talebani ed altri fondamentalisti islamici, ritenendoli sfruttatori dell'islamismo, una religione di pace, per i loro fini di potere. Per tale motivo negano l'istruzione a donne e bambini. 
.
Yousafzai termina poi con un appello alle donne che combattano per se stesse, ma anche ai leader e ai governi del mondo affinché garantiscano un'istruzione gratuita ed obbligatoria per ogni bambino.

## Reazioni e conseguenze
Dal 2013 l'ONU ha dichiarato il 12 luglio Malala Day.
Il 10 ottobre 2013 Malala Yousafzai è stata insignita del Premio Sakharov per la libertà di pensiero; l'annuncio è stato dato dall'allora presidente del Parlamento europeo, Martin Schulz, con la motivazione che «è una ragazza eroica e ricca di spirito». Il premio le è stato consegnato in occasione della sessione plenaria del Parlamento, a Strasburgo, il 20 novembre 2013. 
Il 10 ottobre 2014 è stata insignita del premio Nobel per la pace assieme all'attivista indiano Kailash Satyarthi, diventando con i suoi diciassette anni la più giovane vincitrice di un premio Nobel. La motivazione del Comitato per il Nobel norvegese è stata: «per la loro lotta contro la sopraffazione dei bambini e dei giovani e per il diritto di tutti i bambini all'istruzione».

## Filmografia
- Malala (He Named Me Malala), regia di Davis Guggenheim (2015)